# Nosoljin
Nosoljin (Servisch cyrillisch Носољин) is een plaats in de Servische gemeente  Raška. De plaats telt 260 inwoners (2002).